# Lamontgie
Lamontgie é uma comuna francesa na região administrativa de Auvérnia-Ródano-Alpes, no departamento Puy-de-Dôme. Estende-se por uma área de 7,04 km². Em 2010 a comuna tinha 652 habitantes (densidade: 92,6 hab./km²).